# Recemunde
Recemunde es una aldea española situada en la parroquia de Lamaiglesia, del municipio de Puebla del Brollón, en la provincia de Lugo, Galicia.

## Geografía
Está situado a 555 metros de altitud. 

## Topónimo
El nombre de Recemunde derivaría de (uilla) Recemundi, forma en genitivo de Recemundus, referido al nombre de antiguo poseedor de la uilla ("explotación agraria"), nombre de origen germánico.[cita requerida]

## Demografía
| Gráfica de evolución demográfica de Recemunde entre 2000 y 2020 |
|                                                                 |
| Datos según el nomenclátor publicado por el INE.                |